# Plauru
Plauru – wieś w Rumunii, w okręgu Tulcza, w gminie Ceatalchioi. W 2011 roku liczyła 56 mieszkańców.